# Thoughts of a Predicate Felon
Singles
1. So Seductive
Sortie : 17 mai 2005
2. Curious
Sortie : 2005
3. I Know You Don't Love Me
Sortie : 2005

Thoughts of a Predicate Felon est le premier album studio de Tony Yayo, sorti le 30 août 2005.
L'album s'est classé 2e au Top R&B/Hip-Hop Albums et au Billboard 200.
On y retrouve 50 Cent, Eminem, Jagged Edge, Joe, Lloyd Banks, Obie Trice, Olivia, Spider Loc et Young Buck en featuring.

## Liste des titres
| No  | Titre                                                           | Contient un (des) sample(s) de                                   | Durée |
| --- | --------------------------------------------------------------- | ---------------------------------------------------------------- | ----- |
| 1.  | Intro                                                           |                                                                  | 1:13  |
| 2.  | Homicide                                                        | Los Hombres De Rabia Tambien Lloran de Danny Rivera              | 3:38  |
| 3.  | It Is What It Is (featuring Spider Loc)                         |                                                                  | 5:00  |
| 4.  | Tattle Teller                                                   | Sara Smile d'Impact                                              | 4:16  |
| 5.  | So Seductive (featuring 50 Cent)                                | Shake You Down de Gregory Abbott                                 | 3:30  |
| 6.  | Eastside Westside                                               | Mr. Telephone Man de New Edition                                 | 2:47  |
| 7.  | Drama Setter (featuring Eminem et Obie Trice)                   |                                                                  | 5:03  |
| 8.  | We Don't Give a Fuck (featuring 50 Cent, Lloyd Banks et Olivia) |                                                                  | 3:41  |
| 9.  | Pimpin'                                                         |                                                                  | 3:06  |
| 10. | Curious (featuring Joe)                                         |                                                                  | 3:23  |
| 11. | I'm So High (featuring Kokane)                                  |                                                                  | 3:24  |
| 12. | Love My Style                                                   | Tere Mere Beech Mein de Lata Mangeshkar et S. P. Balasubramaniam | 4:08  |
| 13. | Project Princess (featuring Jagged Edge)                        |                                                                  | 3:49  |
| 14. | G-Shit                                                          | Tom's Diner de Suzanne Vega                                      | 3:45  |
| 15. | I Know You Don't Love Me (featuring G-Unit)                     | Early Ev'ry Midnite de Roberta Flack                             | 3:55  |
| 16. | Dear Suzie                                                      |                                                                  | 3:07  |
| 17. | Live by the Gun                                                 |                                                                  | 2:57  |